# Den Kongelige Mynt

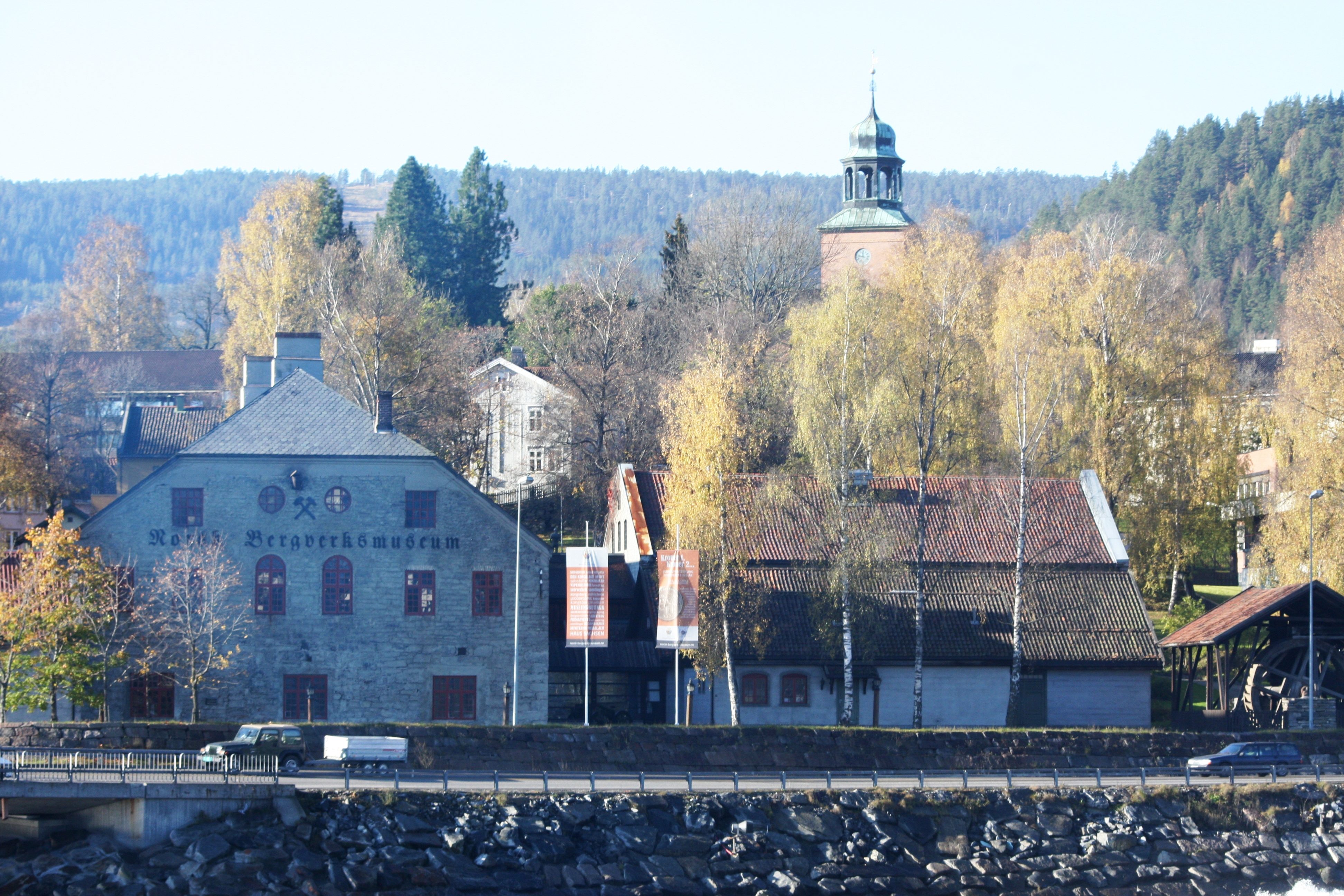

De Noorse Koninklijke Munt (Noors: tot 2004 Den Kongelige Mynt, sinds 2004 Det Norske Myntverket AS) is een munthuis in Kongsberg in Noorwegen.  
De Noorse Koninklijke Munt werd opgericht in Kongsberg in 1686 om munten te kunnen slaan met het zilver uit de zilvermijnen van Kongsberg (gesticht in 1623).  Tussen 1623 en 1628 werd het zilver uitgevoerd naar Denemarken om munten te slaan, tussen 1628 en 1686 werden de munten geslagen in slot Akershus in Oslo. Sinds 1905 slaat de Noorse Munt de munten van de Noorse kroon. In 2013 werd de Munt verkocht aan Samlerhuset AS en de Finse munt Suomen Rahapaja voor 44 miljoen Noorse kroon.
Het muntmuseum van de Noorse Koninklijke Munt bevindt zich in het Norsk Bergverksmuseum.